# Campeonato Mundial de Atletismo em Pista Coberta de 2014 - 60 m com barreiras feminino
A prova dos 60 metros com barreiras feminino do Campeonato Mundial de Atletismo em Pista Coberta de 2014 foi disputada entre 7 e 8 de março na Ergo Arena em Sopot, na Polônia.

## Recordes
Antes desta competição, os recordes mundiais e do campeonato nesta prova eram os seguintes:
|    | Nome           | Nacionalidade  | Tempo | Local               | Data                    |
| -- | -------------- | -------------- | ----- | ------------------- | ----------------------- |
| WR | Susanna Kallur | Suécia         | 7s 68 | Karlsruhe, Alemanha | 10 de fevereiro de 2008 |
| CR | Lolo Jones     | Estados Unidos | 7s 72 | Doha, Catar         | 13 de março de 2010     |

## Medalhistas
| Ouro          | Prata               | Bronze               |
| Nia Ali (USA) | Sally Pearson (AUS) | Tiffany Porter (GBR) |

## Cronograma
| Data       | Hora  | Evento        |
| ---------- | ----- | ------------- |
| 7 de março | 18:05 | Eliminatórias |
| 8 de março | 18:10 | Semifinal     |
| 8 de março | 20:45 | Final         |

## Resultados

### Eliminatórias
Qualificação: 3 atletas de cada bateria  (Q) mais os  4 melhores qualificados (q).  
| Colocação | Bateria | Atleta                 | Nacionalidade        | Tempo | Notas |
| --------- | ------- | ---------------------- | -------------------- | ----- | ----- |
| 1.        | 1       | Sally Pearson          | Austrália            | 7,79  | Q, SB |
| 2.        | 2       | Nia Ali                | Estados Unidos       | 7,87  | Q     |
| 2.        | 3       | Cindy Billaud          | França               | 7,87  | Q, PB |
| 4.        | 2       | Yvette Lewis           | Panamá               | 7,91  | Q, NR |
| 5.        | 1       | Eline Berings          | Bélgica              | 7,95  | Q, SB |
| 5.        | 4       | Tiffany Porter         | Reino Unido          | 7,95  | Q     |
| 7.        | 2       | Marzia Caravelli       | Itália               | 7,97  | Q, PB |
| 8.        | 4       | Nadine Hildebrand      | Alemanha             | 7,98  | Q     |
| 9.        | 3       | Janay DeLoach Soukup   | Estados Unidos       | 8,01  | Q     |
| 10.       | 1       | Cindy Roleder          | Alemanha             | 8,03  | Q     |
| 11.       | 3       | Julija Kondakowa       | Rússia               | 8,04  | Q, SB |
| 12.       | 3       | Sara Aerts             | Bélgica              | 8,05  | SB, q |
| 13.       | 1       | Rosina Hodde           | Países Baixos        | 8,07  | PB, q |
| 14.       | 4       | Marina Tomić           | Eslovênia            | 8,07  | Q     |
| 15.       | 1       | Monique Morgan         | Jamaica              | 8,10  | PB, q |
| 15.       | 3       | Andrea Ivančević       | Croácia              | 8,10  | NR, q |
| 17.       | 3       | Matilda Bogdanoff      | Finlândia            | 8,12  | PB    |
| 18.       | 2       | Indira Spence          | Jamaica              | 8,14  |       |
| 19.       | 2       | Gnima Faye             | Senegal              | 8,15  |       |
| 19.       | 2       | Hanna Platicyna        | Ucrânia              | 8,15  | PB    |
| 21.       | 3       | Lavonne Idlette        | República Dominicana | 8,16  | NR    |
| 21.       | 4       | Giulia Pennella        | Itália               | 8,16  |       |
| 23.       | 4       | Urszula Bhebhe         | Polónia              | 8,17  | PB    |
| 24.       | 2       | Jekatierina Galicka    | Rússia               | 8,20  |       |
| 25.       | 1       | Nooralotta Neziri      | Finlândia            | 8,21  |       |
| 26.       | 4       | Beate Schrott          | Áustria              | 8,24  |       |
| 27.       | 1       | Anastassija Pilipienko | Cazaquistão          | 8,27  |       |
| 28.       | 4       | Natalia Iwoninska      | Cazaquistão          | 8,44  |       |
| 29.       | 3       | Sharon Kwarula         | Papua-Nova Guiné     | 8,71  |       |
|           | 4       | Eva Vital              | Predefinição:Państwo | DNS   |       |

### Semifinal
Qualificação: classificaram-se  os 4 melhores de cada bateria (Q). 
| Colocação | Bateria | Nome                 | Nacionalidade  | Tempo | Notas |
| --------- | ------- | -------------------- | -------------- | ----- | ----- |
| 1         | 1       | Sally Pearson        | Austrália      | 7.81  | Q     |
| 2         | 2       | Nia Ali              | Estados Unidos | 7.88  | Q     |
| 3         | 2       | Cindy Billaud        | França         | 7.89  | Q     |
| 4         | 1       | Janay DeLoach Soukup | Estados Unidos | 7.93  | Q     |
| 4         | 1       | Tiffany Porter       | Reino Unido    | 7.93  | Q     |
| 6         | 1       | Cindy Roleder        | Alemanha       | 7.96  | Q     |
| 6         | 2       | Nadine Hildebrand    | Alemanha       | 7.96  | Q     |
| 8         | 1       | Marzia Caravelli     | Itália         | 7.97  | PB    |
| 9         | 1       | Yvette Lewis         | Panamá         | 8.00  |       |
| 10        | 2       | Yuliya Kondakova     | Rússia         | 8.03  | Q, SB |
| 11        | 2       | Marina Tomić         | Eslovênia      | 8.05  | PB    |
| 12        | 2       | Eline Berings        | Bélgica        | 8.07  |       |
| 13        | 1       | Andrea Ivančević     | Croácia        | 8.09  | NR    |
| 14        | 1       | Sara Aerts           | Bélgica        | 8.10  |       |
| 15        | 2       | Rosina Hodde         | Países Baixos  | 8.14  |       |
| 16        | 2       | Monique Morgan       | Jamaica        | 8.19  |       |

### Final
A final ocorreu dia 8 de março. 
| Colocação         | Raia | Nome                 | Nacionalidade  | Tempo | Notas |
| ----------------- | ---- | -------------------- | -------------- | ----- | ----- |
| Medalha de ouro   | 3    | Nia Ali              | Estados Unidos | 7.80  | PB    |
| Medalha de prata  | 4    | Sally Pearson        | Austrália      | 7.85  |       |
| Medalha de bronze | 7    | Tiffany Porter       | Reino Unido    | 7.86  | SB    |
| 4                 | 5    | Cindy Billaud        | França         | 7.89  |       |
| 5                 | 6    | Janay DeLoach Soukup | Estados Unidos | 7.90  |       |
| 6                 | 1    | Cindy Roleder        | Alemanha       | 8.01  |       |
| 7                 | 8    | Nadine Hildebrand    | Alemanha       | 8.02  |       |
| 8                 | 2    | Yuliya Kondakova     | Rússia         | 8.08  |       |

Legenda
| Recorde mundial       | Recorde mundial (World record)               |                       | Recorde africano                      | Recorde africano (African) |                                           | Q | Classificado por posição (Qualified) |
| Recorde do campeonato | Recorde do campeonato (Championship record)  | Recorde da América    | Recorde da América (Americas)         | q                          | Classificado por melhor tempo (Qualified) |   |                                      |
| Melhor marca do ano   | Melhor marca do ano (World leading)          | Recorde asiático      | Recorde asiático (Asian)              | DNS                        | Não largou (Did not start)                |   |                                      |
| Recorde nacional      | Recorde nacional (National record)           | Recorde europeu       | Recorde europeu (European)            | DNF                        | Não terminou (Did not finish)             |   |                                      |
| Recorde pessoal       | Recorde pessoal do atleta (Personal best)    | Recorde da Oceania    | Recorde da Oceania (Oceania)          | DSQ / DQ                   | Desclassificado (Disqualified)            |   |                                      |
| Recorde da temporada  | Recorde da temporada do atleta (Season best) | Recorde sul-americano | Recorde sul-americano (South America) | NM                         | Sem marca (No mark)                       |   |                                      |